# Regional Plan Association
La Regional Plan Association (RPA; en français: « La Association de Planification Régionale ») est une organisation de planification régionale indépendante et à but non lucratif, fondée en 1922, qui se concentre sur des recommandations visant à améliorer la qualité de vie et la compétitivité économique d'une région de 31 comtés (New York-New Jersey-Connecticut) dans l'agglomération de New York. Basée à New York, elle a des bureaux à Princeton, dans le New Jersey, et à Stamford, dans le Connecticut.

## Plans régionaux
Depuis les années 1920, RPA a produit quatre plans régionaux stratégiques pour la région métropolitaine de New York. Le premier plan, élaboré en 1929 sous la direction de Thomas Adams, a servi de guide pour le réseau routier et de transport de la région. Le second plan, publié sous forme de série de rapports dans les années 1960, visait à restructurer les transports en commun et à redynamiser les centres urbains en voie de détérioration. Le troisième plan, publié en 1996 sous le titre « Une région à risque », recommandait d'améliorer les transports en commun régionaux, d'accroître la protection des espaces ouverts et de maintenir l'emploi dans les centres urbains traditionnels. Le quatrième plan, en 2017, a suggéré d'améliorer le réseau de transport de la région, de rendre les logements plus abordables, de mettre en œuvre des mesures de lutte contre le changement climatique et de restructurer les institutions publiques de la région.

## Philosophie de planification
Le programme RPA représente une philosophie de la planification décrite par l'historien «  comme le « métropolitisme », associé à l'école de sociologie de Chicago. Il favorise les centres industriels à grande échelle et la concentration de la population plutôt qu'un développement décentralisé. Ses détracteurs soulignent que cela se traduit par des bénéfices immobiliers exceptionnels pour les intérêts des centres-villes. Des universitaires, dont James Howard Kunstler, se demandent si cette approche de l'aménagement du territoire est efficace, notamment en raison des infrastructures et de l'énergie nécessaires pour soutenir une telle concentration.

## Impact dans la région des trois États
Les plans stratégiques de la Regional Plan Association ont proposé de nombreuses idées et investissements pour la zone métropolitaine de New York qui se sont transformés en grands projets de travaux publics, de développement économique et d'espaces ouverts, notamment :
- l'emplacement du pont George Washington[7] ;
- la préservation des Palisades et la construction de la Palisades Interstate Parkway (en)[8] ;
- le réaménagement de Governors Island, par le biais de la coalition dirigée par la RPA et Governors Island Alliance[9] ;
- la création de parcs nationaux urbains comme le Gateway National Recreation Area dans la baie de Jamaica[10] ;
- la revitalisation des centres régionaux comme le centre-ville de Brooklyn, Newark et Stamford[11].